# Хопёрское сельское поселение (Волгоградская область)
Хопёрское се́льское посе́ление — муниципальное образование в составе Новониколаевского района Волгоградской области.
Административный центр — посёлок Хопёрский.

## История
Хопёрское сельское поселение образовано 22 декабря 2004 года в соответствии с Законом Волгоградской области № 975-ОД.

## Население
| 2010 | 2012  | 2013  | 2014  | 2015  | 2016  | 2017  |
| ---- | ----- | ----- | ----- | ----- | ----- | ----- |
| 1198 | ↘1156 | ↘1120 | ↘1079 | ↘1039 | ↘1021 | ↗1031 |
| 2018 | 2019  | 2020  | 2021  |       |       |       |
| ↘993 | ↘973  | ↘934  | ↘903  |       |       |       |

## Состав сельского поселения
| № | Населённый пункт | Тип населённого пункта          | Население |
| - | ---------------- | ------------------------------- | --------- |
| 1 | Андреевский      | хутор                           | 73        |
| 2 | Грудне-Ермаки    | хутор                           | 50        |
| 3 | Киквидзе         | хутор                           | ↘265      |
| 4 | Приовражный      | посёлок                         | 28        |
| 5 | Степной          | хутор                           | 84        |
| 6 | Хопёрский        | посёлок, административный центр | 394       |
| 7 | Чигари           | хутор                           | 304       |